# لنی رابرتسون
لنی رابرتسون (انگلیسی: Lenny Robertson; ۱۰ اکتبر ۱۹۵۰ – ) قایقران روئینگ اهل بریتانیا بود.
وی در مسابقات کشوری و بین‌المللی در مجموع برندهٔ ۲ مدال نقره شده‌است.